# Hugo van Lawick
Hugo Arndt Rodolf van Lawick (Surabaya, 10 aprile 1937 – Dar es Salaam, 2 giugno 2002) è stato un regista e fotografo olandese.
Attraverso le sue fotografie e i suoi filmati, Van Lawick ha contribuito a rendere popolare lo studio degli scimpanzé dell'allora moglie Jane Goodall al Parco nazionale del Gombe Stream negli anni sessanta e settanta. I suoi film hanno attirato l'attenzione dell'opinione pubblica sui drammatici cicli di vita di numerosi animali selvaggi del Serengeti, come licaoni, elefanti e leoni.

## Biografia

### Primi anni di vita
Nacque a Surabaya, nelle Indie orientali olandesi (ora Indonesia) come figlio del barone Hugo Anne Victor Raoul van Lawick (11 agosto 1909-17 giugno 1941) e della baronessa Isabella Sophia van Ittersum (11 febbraio 1913-30 dicembre 1977). Suo padre era un pilota della flotta olandese e alla sua morte, durante il servizio, la baronessa trasferì Hugo e suo fratello prima in Australia, poi in Inghilterra, vivendo a Londra, Hull e nella contea di Devon. Qui Hugo fu iscritto al collegio, dove rimase dopo che sua madre e suo fratello si trasferirono nei Paesi Bassi poco dopo la fine della seconda guerra mondiale. Nel 1947, si unì a loro ad Amersfoort.

### Fotografo
Nel novembre del 1959, Hugo andò in Africa per perseguire la sua passione nel fotografare e riprendere animali selvaggi, trovando lavoro come cameraman per una coppia di registi. Dopo che un suo film fu visionato durante una conferenza tenuta da Louis Leakey e notato da un membro dello staff del National Geographic, gli è stato dato un onorario per i futuri lavori della rivista.
Su raccomandazione di Leakey, nell'agosto del 1962 iniziò a fotografare e filmare gli scimpanzé della comunità Kasakela nel Parco nazionale del Gombe Stream dove Jane Goodall, “protetta” di Leakey, aveva fatto ricerche su questi primati dal luglio 1960. Si sposarono il 28 marzo 1964 nella Chelsea Old Church a Londra e ha vissuto in Tanzania per molti anni, sia a Gombe che altrove in altri progetti di ricerca. Nel 1967 nacque il loro unico figlio Hugo Eric Louis, affettuosamente chiamato "Grub". Divorziarono nel 1974 ma rimasero amici. Il 23 marzo 1978, a Banjul, in Gambia, Hugo sposò Theresa Rice, da cui divorziò il 19 gennaio 1984.
Attraverso il film di Hugo People of the Forest il mondo ha conosciuto i membri della famiglia di scimpanzé "F" di Gombe, ovvero Flo, Fifi e Flint, oltre alle loro relazioni. Quando finì di lavorare a Gombe, aveva creato un disco visivo che durava da oltre vent'anni e documentava la vita di tre generazioni di scimpanzé. Hugo ha realizzato numerosi documentari sulla fauna selvatica per la televisione, ma ha anche realizzato diversi film per il cinema, come The Leopard Son e Serengeti Symphony, entrambi prodotti da Nature Conservation Films WW. Oltre a realizzare i film da solo, Hugo è stato molto influente per una generazione più giovane di cineasti della fauna selvatica. Il suo campo tendato, Ndutu, nel Serengeti, divenne sotto la sua guida un terreno fertile per nuovi documentaristi.

### Conservazionista
Hugo van Lawick è stato il fondatore della Nature Conservation Films WW. Per più di 30 anni visse e lavorò nelle pianure africane. Faceva parte della struttura di conservazione della Tanzania e godeva di un accesso completo. Van Lawick può essere visto come lo scrittore della storia naturale dell'Africa orientale, avendo registrato nei suoi film la diversità delle risorse naturali attraverso gli occhi di un artista e con la conoscenza, la pazienza e la precisione di uno scienziato. Nei suoi film gli animali raccontano la loro storia. Van Lawick era eccezionalmente dedicato al suo lavoro di cameraman. Le riprese sono state la sua vita. Si aspettava lo stesso atteggiamento da tutti i membri dell'equipaggio. Ha sempre lavorato secondo lo stesso principio: enfatizzare fortemente il carattere individuale di ciascun animale, piuttosto che mostrare solo un rappresentante di una particolare specie.

### Morte
Nel 1998, Hugo fu costretto a ritirarsi a causa dell'enfisema. Lasciò Ndutu per vivere con suo figlio Grub a Dar es Salaam, in Tanzania, dove morì all'età di 65 anni. Il 7 giugno, durante una cerimonia in cui presenziarono familiari, amici, personale e funzionari del governo, Hugo fu sepolto nel luogo in cui la sua tenda era rimasta ferma per oltre 30 anni nel suo accampamento nel Serengeti.
Hugo van Lawick ha vinto otto premi Emmy per i suoi film ed è stato nominato ufficiale dell'Ordine dell'Arca d'oro nel 1992 dal principe Bernhard dei Paesi Bassi, co-fondatore del WWF.

## Pubblicazioni
- Hugo van Lawick e Peter Matthiessen, Sand Rivers, Londra, Aurum Press, 1981, ISBN 0-906053-22-6 .
- Hugo van Lawick, Savage Paradise. The Predators of Serengeti, Londra, Collins, St James Place, 1977. ISBN 0-002167719